# Durán (stad)
Durán, ook bekend als Eloy Alfaro, is de op één na grootste stad in de provincie Guayas in Ecuador, en tevens de hoofdstad van het kanton Durán. De stad ligt vlakbij de samenvloeiing van de rivieren Daule en Babahoyo, waar de rivier de Guayas de oceaan instroomt. Aan de overkant van de rivier ligt de grootste stad van Ecuador, Guayaquil. Volgens de nationale volkstelling van 2022 telde de stad 295.211 inwoners.
Volgens The Economist had Durán in 2023 het hoogste moordcijfer ter wereld, met 148 moorden per 100.000 inwoners. De krant heeft de stad bestempeld als "de gevaarlijkste stad ter wereld". 
De naam "Eloy Alfaro" is gekozen vanwege de voormalige Ecuadoraanse president Eloy Alfaro Delgado. Veel inwoners pendelen naar andere plaatsen voor werk en de stad kan worden beschouwd als een slaapstad. Veel inwoners van Durán vinden echter werk binnen het kanton door "comedores" of kleine restaurants te openen, producten op de markt te verkopen of zelfs kleine winkeltjes te openen met basisproducten en huishoudelijke artikelen.
Durán staat ook bekend als het eerste spoorwegknooppunt in Ecuador. Het is het beginpunt van het Ecuadoraanse spoorwegnet aan de kust en het dichtstbijzijnde punt bij Guayaquil, omdat de spoorlijn de Guayas niet overbrugt. Sinds juli 2007 is een overheidsprogramma gestart voor de heractivering van de spoorlijn en de spoorlijn die Durán verbindt met andere steden in de hooglanden van Ecuador.